# نیروهای مسلح یمن
نیروهای مسلح یمن (انگلیسی: Republic of Yemen Armed Forces) مجموعه نیروهای مسلح یمن است، که از ارتش یمن، نیروی دریایی یمن و نیروی هوایی یمن تشکیل می‌شود.